# Enoplolaimus lenunculus
Enoplolaimus lenunculus is een rondwormensoort uit de familie van de Thoracostomopsidae.